# Planigale gilesi
Planigale gilesi är en pungdjursart som beskrevs av John B. Aitken 1972. Planigale gilesi ingår i släktet dvärgpungmöss och familjen rovpungdjur. IUCN kategoriserar arten globalt som livskraftig. Inga underarter finns listade. Artepitet i det vetenskapliga namnet hedrar den australiska upptäcktsresande Ernest Giles.
Arten når en kroppslängd (huvud och bål) av 60 till 80 mm, en svanslängd av 55 till 70 mm och en vikt av 5 till 16 g. Pälsen på ovansidan är grå till kanelfärgad och på buken förekommer olivgrön till ljusbrun päls. Huvudet kännetecknas av en trekantig form, av stora ögon och av avrundade öron som ligger tät på huvudet. Planigale gilesi har korta extremiteter och svansen är täckt med hår. Honans pung (marsupium) utvecklas när individen blir könsmogen.
Pungdjuret förekommer i sydöstra Australien och vistas där i torra områden som bland annat gräsmarker. Arten hittas även i områden nära Eyresjön som tidvis översvämmas och i floddalar.
Planigale gilesi är främst nattaktiv men under vintern och ibland under andra årstider kan den vara dagaktiv. Den äter olika ryggradslösa djur som spindlar, kackerlackor, skalbaggar och gråsuggor. Honor kan ha två kullar mellan senare vintern och sommaren. De är per tillfälle 3 till 5 dagar parningsberedda. Per kull föds 3 till 10 ungar. För att spara energi under kalla vinterdagar ligger arten gärna i solen och den intar tidvis (upp till 18 timmar per tillfälle) ett stelt tillstånd (torpor).